# Issigau
Issigau település Németországban, azon belül Bajorországban. Lakosainak száma 973 fő (2023. december 31.). Issigau Blankenstein és Lichtenberg községekkel határos.

## Népesség
A település népessége az elmúlt években az alábbi módon változott:
| Lakosok száma | 646  | 1113 | 1092 | 1050 | 1028 | 1006 | 995  | 1011 | 982  | 973  |
|               | 1875 | 1950 | 1975 | 2011 | 2013 | 2014 | 2016 | 2018 | 2021 | 2023 |